# August Demmin
August Friedrich Demmin, meist Auguste Demmin (* 1. April 1817 in Berlin; † 17. Juni 1898 in Wiesbaden) war ein deutscher Kunstschriftsteller.

## Leben
Demmin zog mit 17 nach Paris, wo er bis 1872 lebte und als Kaufmann tätig war. Er schrieb hauptsächlich in französischer Sprache, weshalb er in der französischen Schreibung Auguste Frédéric Demmin bekannter ist. Er heiratete eine Französin.
In diesem Zeitraum verwendete er einen großen Teil jedes Jahres zu ausgedehnten Reisen durch ganz Europa wegen seiner Kunststudien, hauptsächlich auf dem Gebiet der Keramik und der Waffenkunde.
1873 zog er nach Wiesbaden. Seine Sammlung schenkte er der Sammlung Nassauischer Altertümer in Wiesbaden. In Wiesbaden ist der 1908 angelegte Demminsweg nach ihm benannt.

## Veröffentlichungen
Sachbücher
- Guide de l'amateur de faïences et porcelaines: poteries, terres cuites, peintures sur lave, émaux, pierres précieuses artificielles, vitraux et verreries. 3. Auflage, Renouard, Paris 1867 (Digitalisat Band 1, Band 2); 4. Auflage 1873, 3 Bände.
- Guide des amateurs d’armes et armures anciennes. Renouard, Paris 1869 (Digitalisat)
  - deutsche Bearbeitung: Die Kriegswaffen in ihrer historischen Entwickelung von der Steinzeit bis zur Erfindung des Zündnadelgewehrs. Ein Handbuch der Waffenkunde. Seemann, Leipzig 1869 (Digitalisat); 2. Auflage 1886;
  - 4. Auflage unter dem Titel Die Kriegswaffen in ihrer historischen Entwickelung – von den ältesten Zeiten bis auf die Gegenwart. Friesenhahn, Leipzig 1893 (Digitalisat).
- Encyclopédie historique, archéologique, biographique etc. des beaux-arts plastiques (Paris 1872–80, 5 Bde. mit 6000 Abbildungen)
- Handbuch der bildenden & gewerblichen Künste: geschichtliche, archäologische, biographische, chronologische, monogrammatische und technische Encyclopaedie der Schriftenkunde, Bilderkunde, Wappenkunde, geistliche Trachten, kirchliche Geräte, Gefäße. Leipzig 1877/78
  - Nachdruck: Prisma-Verlag, Gütersloh 1979
  - Nachdruck: Zentralantiquariat der Dt. Demokrat. Republik, Leipzig 1980.
- Keramikstudien. Leipzig 1882–83
- Studien über die stofflich-bildenden Künste und Kunsthandwerke. 6 Bände, Leipzig 1887–90
- Verdeutschungswörterbuch: nach Buchstabenfolge angeordnetes Verzeichnis. Bechtold, Wiesbaden [1895].

Romane
- Une vengeance par le mariage
- Das Tragikomische der Gegenwart (Leipzig 1883–84).

Lustspiele
- Unsre Sammler
- Dichtertrübsal
- Buridans Esel

Schauspiele
- Die Pirkheimer
- Wieland der Schmied